# Інгуна Судраба
Інгуна Судраба (латис. Inguna Sudraba народ. 21 листопада 1964 року, Гулбене) — латвійський економіст, громадський і політичний діяч, державний контролер Латвії (з 2004 року по січень 2013 року). Засновник і керівник партії «Від серця для Латвії» (латис. "No sirds Latvijai").

## Біографія
У 1983 році Інгуна Судраба закінчила 1-ю Гулбенский школу із золотою медаллю, потім отримала вищу економічну освіту в Латвійському державному університеті. Навчалася в США, була науковим співробітником в Науково-дослідному інституті Агропромислового комплексу. На початку 1990-х років Судраба призначена начальником відділу соціального розвитку й аналізу при Міністерстві добробуту. З 1992 по 1994 рік головний економіст Міністерства фінансів Латвії. З 1994 по 2003 рік Інгуна Судраба призначена на посаду заступника держсекретаря Міністерства фінансів Латвії. З 2003 року працювала заступником віцепрезидента з кредитування банку Parex. У 2004 році була призначена на посаду державного контролера Латвійської Республіки.

## Громадська діяльність
За результати опитування громадської думки агентством LETA у 2012 році Інгуна Судраба стала найпопулярнішою особою в країні за рівнем довіри населення.